# Сан-Марино на летних Олимпийских играх 1996
Сан-Марино принимало участие в Летних Олимпийских играх 1996 года в Атланте (США), но не завоевало ни одной медали.

## Результаты соревнований

### Дзюдо
Мужчины
| Спортсмен      | Категория | 1/16 финала                            | 1/8 финала         | Четвертьфиналы     | Полуфиналы         | За 3 место Финал   |
| Спортсмен      | Категория | Соперник Результат                     | Соперник Результат | Соперник Результат | Соперник Результат | Соперник Результат |
| -------------- | --------- | -------------------------------------- | ------------------ | ------------------ | ------------------ | ------------------ |
| Лорис Муларони | До 71 кг  | Гильерме Бентеш (POR) Пор. Иппон, 1:41 | Не прошёл          | Не прошёл          | Не прошёл          | Не прошёл          |

### Лёгкая атлетика
Мужчины
| Дисциплина        | Спортсмены      | Предварительный раунд | Предварительный раунд | Предварительный раунд | Полуфиналы           | Полуфиналы           | Полуфиналы           | Финал                | Финал                |
| Дисциплина        | Спортсмены      | Забег                 | Время                 | Место                 | Забег                | Время                | Место                | Время                | Место                |
| ----------------- | --------------- | --------------------- | --------------------- | --------------------- | -------------------- | -------------------- | -------------------- | -------------------- | -------------------- |
| бег на 800 метров | Манлио Молинари | 7                     | 1:56,08               | 6 (52)                | Завершил выступление | Завершил выступление | Завершил выступление | Завершил выступление | Завершил выступление |

### Парусный спорт
| Класс | Спортсмен     | Гонка | Гонка | Гонка | Гонка | Гонка | Гонка | Гонка | Гонка | Гонка | Гонка | Гонка | Очки | Место |
| Класс | Спортсмен     | 1     | 2     | 3     | 4     | 5     | 6     | 7     | 8     | 9     | 10    | 11    | Очки | Место |
| ----- | ------------- | ----- | ----- | ----- | ----- | ----- | ----- | ----- | ----- | ----- | ----- | ----- | ---- | ----- |
| Лазер | Лука Беллуцци | 54    | DNF   | 55    | DNF   | —     | —     | 49    | 49    | 55    | 55    | 46    | 477  | 56    |

### Плавание
Мужчины
| Дистанция                 | Спортсмен      | Предварительные заплывы | Предварительные заплывы | Предварительные заплывы | Финалы               | Финалы               | Финалы               |
| Дистанция                 | Спортсмен      | Заплыв                  | Результат               | Место                   | Заплыв               | Результат            | Место                |
| ------------------------- | -------------- | ----------------------- | ----------------------- | ----------------------- | -------------------- | -------------------- | -------------------- |
| 100 метров вольным стилем | Диего Муларони | 1                       | 57,11                   | 59                      | Завершил выступление | Завершил выступление | Завершил выступление |

### Стрельба
Спортсменов — 2
Мужчины
| Соревнование | Спортсмен       | Квалификация | Квалификация | Финал                | Финал                |
| Соревнование | Спортсмен       | Результат    | Место        | Результат            | Место                |
| ------------ | --------------- | ------------ | ------------ | -------------------- | -------------------- |
| трап         | Франческо Амичи | 118 70+48    | 31           | Завершил выступление | Завершил выступление |

Женщины
| Соревнование                       | Спортсменка | Квалификация | Квалификация | Финал                 | Финал                 |
| Соревнование                       | Спортсменка | Результат    | Место        | Результат             | Место                 |
| ---------------------------------- | ----------- | ------------ | ------------ | --------------------- | --------------------- |
| пневматический пистолет, 10 метров | Надя Марки  | 361          | 39           | Завершила выступление | Завершила выступление |

### Стрельба из лука
Мужчины
| Соревнование              | Спортсмен       | Квалификация | Квалификация | 1/32 финала                      | 1/16 финала          | 1/8 финала           | Четвертьфинал        | Полуфинал            | Финал                | Место |
| Соревнование              | Спортсмен       | Результат    | Место        | Соперник Результат               | Соперник Результат   | Соперник Результат   | Соперник Результат   | Соперник Результат   | Соперник Результат   | Место |
| ------------------------- | --------------- | ------------ | ------------ | -------------------------------- | -------------------- | -------------------- | -------------------- | -------------------- | -------------------- | ----- |
| индивидуальное первенство | Паоло Тура (63) | 592          | 62           | Чан Ён Хо (KOR) (2) Пор. 141:164 | Закончил выступление | Закончил выступление | Закончил выступление | Закончил выступление | Закончил выступление | 62    |